# ポーク郡 (ネブラスカ州)
座標: 北緯41度19分 西経97度57分 / 北緯41.317度 西経97.950度
ポーク郡（英: Polk County）は、アメリカ合衆国のネブラスカ州にある郡。2000年時点の人口は5,639人で、郡庁所在地はオシオーラ (Osceola)。郡内のシェルビー村近郊には2000年国勢調査時におけるネブラスカ州の人口重心地点がある。
ネブラスカ州のナンバープレートで、ポーク郡の車両は最初の数字が41になっている。これは1922年にナンバープレートの制度を確立した際、ポーク郡の車両登録台数が州内の郡のなかで41番目に多かったからである。

## 歴史
ポーク郡は1856年に組織され、アメリカ合衆国大統領のジェームズ・ポークにちなんで名付けられた。

## 地理
アメリカ合衆国国勢調査局によると、この郡は総面積1,141 km2 (441 mi2) である。このうち1,137 km2 (439 mi2)が陸地で、5 km2 (2 mi2) が川や湖などの水地域である。総面積のうちの0.43%が水地域となっている。

### 隣接する郡
- プラット郡（北）
- バトラー郡（東）
- ヨーク郡（南）
- ハミルトン郡（南西）
- メリック郡（西）

## 人口動静

2000年の時点での郡の人口ピラミッド

2000年の国勢調査によると、ポーク郡には5,639人、2,259世帯、及び1,570家族が暮らしている。人口密度は5/km2 (13/mi2) で、2/km2 (6/mi2) の平均的な密度に2,717軒の住居が建っている。この郡の人種の構成は白人98.92%、黒人（アフリカ系アメリカ人）0.02%、先住民0.28%、アジア系0.09%、太平洋諸島系はおらず、その他の人種0.28%、及び混血0.41%で、1.08%の人々がヒスパニックまたはラテン系である。
ポーク郡に住む2,259世帯のうち、29.90%は18歳未満の子どもと暮らしており、62.90%は夫婦で生活している。4.10%は未婚の女性が世帯主であり、30.50%は家族以外の住人と同居している。27.60%は独居で、全世帯の15.40%は65歳以上の独居老人世帯である。1世帯あたりの平均人数は2.43人であり、家庭の場合は2.97人である。
郡の住民は25.10%が18歳未満の子どもで、18歳以上24歳以下が6.00%、25歳以上44歳以下が24.40%、45歳以上64歳以下が23.10%、および65歳以上が21.40%となっている。平均年齢は42歳である。女性100人に対して男性は100.50人いて、18歳以上の女性100人に対しては男性は95.70人いる。
郡の世帯ごとの平均収入は37,819米ドルで、家族ごとでは45,081米ドルである。男性の30,286米ドルに対して女性は19,595米ドルの平均的な収入がある。この郡の一人当たりの収入 (per capita income) は17,934米ドルである。総人口の5.80%、家族の4.40%は貧困線以下である。18歳未満の子どもの7.20%及び65歳以上の4.70%は貧困線以下の生活を送っている。

## 都市および村
- オシオーラ (en:Osceola, Nebraska)
- ポーク (en:Polk, Nebraska)
- シェルビー (en:Shelby, Nebraska)
- ストロムズバーグ (en:Stromsburg, Nebraska)